# Спортивное скалолазание на летних Олимпийских играх 2024
Соревнования по Спортивному скалолазанию на летних Олимпийских играх 2024 года проводились во второй раз в истории Олимпиад. Розыгрыш медалей состоялся в четырёх дисциплинах — мужской и женской комбинации, а также в соревнованиях на скорость на эталонной стене. Победители в соревнованиях на скорость определялись по олимпийский системе с выбыванием.

## Формат
3 августа 2016 года Международный олимпийский комитет (МОК) официально объявил, что спортивное скалолазание станет видом спорта на летних Олимпийских играх 2020 года. Этому поспособствовала Международная федерация спортивного скалолазания, предложившая включение вида спорта в олимпийскую программу в 2015 году. Олимпиада в Париже стала второй, где проводились соревнования по скалолазанию.

## Расписание
Соревнования 7 августа (полуфинал) открывал Манюэль Корню. 
| Соревнование ↓ / Дата → | 5 Авг | 6 Авг | 7 Авг Aug | 8 Авг Aug | 9 Авг | 10 Авг |
| ----------------------- | ----- | ----- | --------- | --------- | ----- | ------ |
| Мужская комбинация      | B     |       | L         |           | F     |        |
| Мужские на скорость     |       | Q     |           | F         |       |        |
| Женская комбинация      |       | B     |           | L         |       | F      |
| Женские на скорость     | Q     |       | F         |           |       |        |

- F = финал, B = боулдеринг, L = лазание на трудность

## Медали

### Мужчины
| Дисциплина               | Золото                      | Серебро              | Бронза              |
| ------------------------ | --------------------------- | -------------------- | ------------------- |
| Комбинация см. подробнее | Тоби Робертс Великобритания | Сората Анраку Япония | Якоб Шуберт Австрия |
| Скорость см. подробнее   | Ведрик Леонардо Индонезия   | Ву Пэн Китай         | Сэм Уотсон США      |

### Женщины
| Дисциплина               | Золото                     | Серебро            | Бронза                     |
| ------------------------ | -------------------------- | ------------------ | -------------------------- |
| Комбинация см. подробнее | Янья Гарнбрет Словения     | Брук Рабуту США    | Джессика Пильц Австрия     |
| Скорость см. подробнее   | Александра Мирослав Польша | Дэн Личжуань Китай | Александра Калуцкая Польша |

### Общий медальный зачет
*   Принимающая страна (Франция)
| Место          | Страна         | Золото | Серебро | Бронза | Всего |
| -------------- | -------------- | ------ | ------- | ------ | ----- |
| 1              | Польша         | 1      | 0       | 1      | 2     |
| 2              | Великобритания | 1      | 0       | 0      | 1     |
| 2              | Индонезия      | 1      | 0       | 0      | 1     |
| 2              | Словения       | 1      | 0       | 0      | 1     |
| 5              | Китай          | 0      | 2       | 0      | 2     |
| 6              | США            | 0      | 1       | 1      | 2     |
| 7              | Япония         | 0      | 1       | 0      | 1     |
| 8              | Австрия        | 0      | 0       | 2      | 2     |
| 9              | Франция*       | 0      | 0       | 0      | 0     |
| Всего стран: 9 | Всего стран: 9 | 4      | 4       | 4      | 12    |